# Praia Brava (Cabo Frio)
A Praia Brava é uma famosa praia de nudismo em Cabo Frio, Rio de Janeiro.
Cercada por escarpas de uns 20m de altura, e com 400m de extensão, a Praia Brava tem à sua frente a Ilha dos Papagaios, um local bastante selvagem. Com águas claras e muito agitadas, é a praia a onde se pratica o nudismo. É também muito procurada por surfistas. Está situada entre a Ponta do Peró e o Morro do Farolete (Ogiva). O final do percurso é feito a pé, por uma trilha de pedra em terreno em declive
Hoje, o nudismo fica muito pouco praticado à direita, pois no canto esquerdo há grandes ondas triangulares, dominada por bodyboarders. Disputam-se no local campeonatos de bodyboard, e moradores fazem campanha de "Preserve a natureza".